# ゼネラル・エレクトリック J85

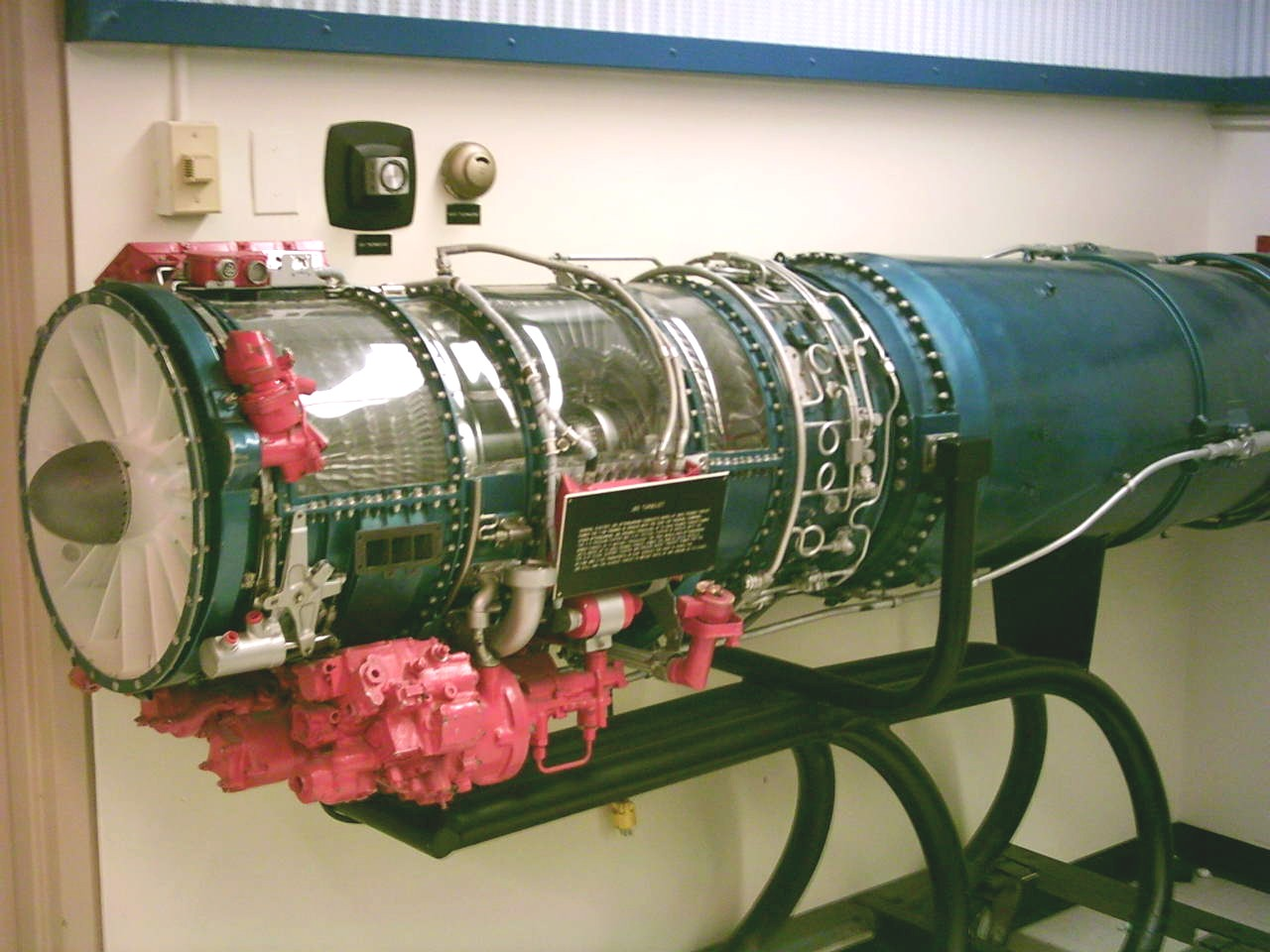
ゼネラル・エレクトリック J85

J85は、ゼネラル・エレクトリック（現GE・アビエーション）により開発・生産された単軸の小型ターボジェットエンジンである。
当初は空中発射式デコイ用のエンジンとして開発されたが、後にその高い基本性能から有人機用エンジンとして改設計され、大きな成功を収めた。

## 概要
J85はGEで最も成功したエンジンの一つであり、軍用ジェットエンジンとしては最も長い期間使用されている。
軍用のものは推力 2,950 lbf (13 kN) であり、アフターバーナー付きでは最大 5,000 lbf (22 kN) に達する。このエンジンは、追加の装備やモデルにより 300 から 500 ポンド (140 から 230 kg) の重量であり、これまでに製造されたターボジェットエンジンの中で、最も推力重量比が高いものである。
CJ610として知られる民間機向けは、同様の設計であるがアフターバーナーを持たない。CF700は燃費を改善するために、後方にファンを加えていることが違いである。
民間機向けは1,650万時間を超える運用時間を達成している。アメリカ空軍は2040年までJ85を航空機で使い続けることを計画している。

## 設計と開発

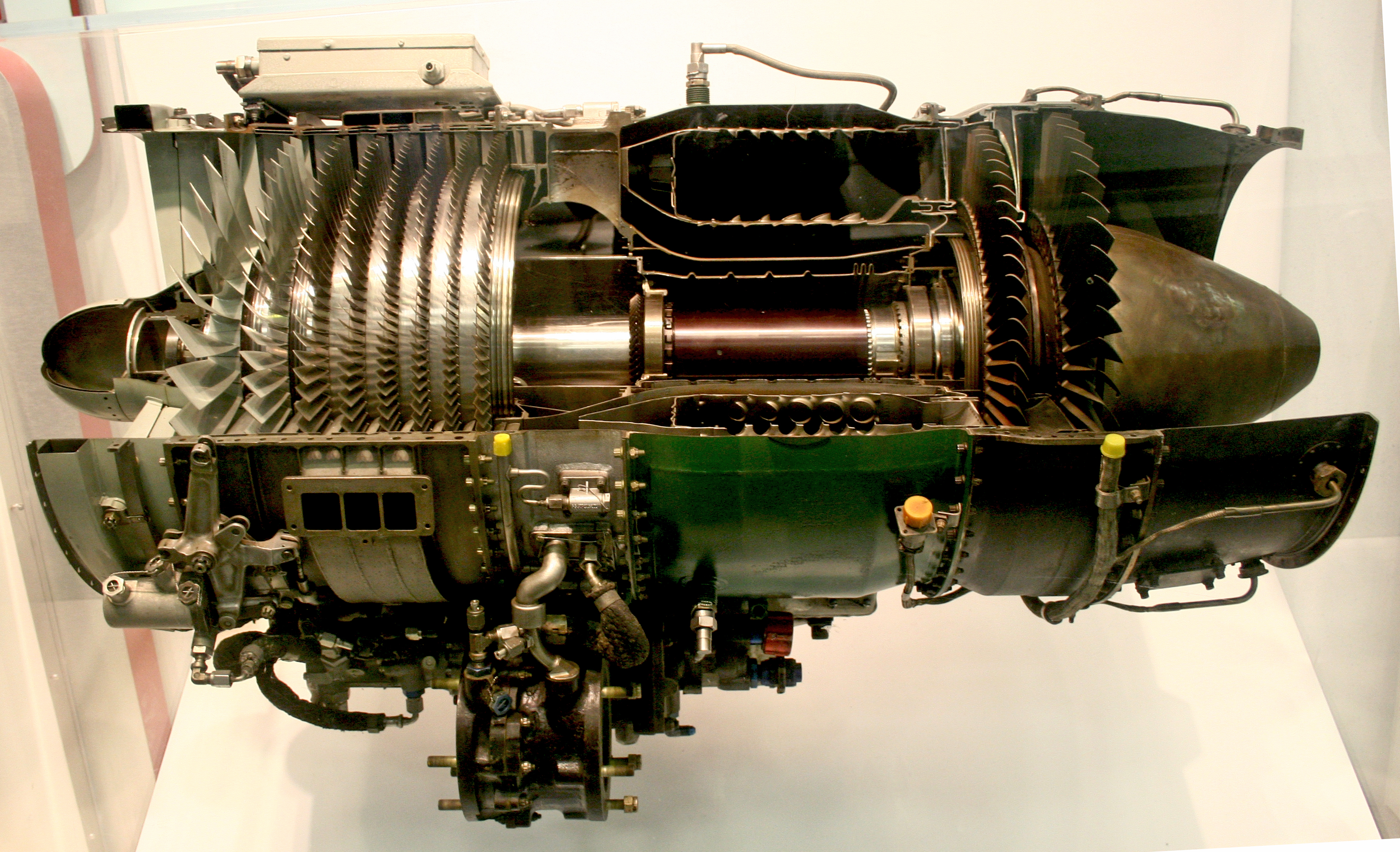
J85 のカットアウェイモデル。左側に見える動翼列がコンプレッサ（圧縮機）、右側の二列の動翼列がタービン

J85は当初は大型のデコイ航空機、マクドネル・エアクラフトADM-20(GAM-20) クェイル (en:ADM-20 Quail) の動力として設計された。ADM-20は、B-52を始めとした戦略爆撃機に搭載され、敵の防空圏に進入する段階で飛行中の母機から投下されて母機と編隊を組んで長距離飛行する、無人の“囮(デコイ)機”である。これによってS-75を始めとする迎撃側の地対空ミサイルが狙う目標を増大させ、戦略爆撃機への脅威を分散させて生存性を向上させる、というものであった。
この目的のため、ジェット爆撃機に追走できる十分なパワーのある小型のエンジンが要求された。再利用を考慮されない“使い捨て”の機体であるADM-20のエンジンは長時間動作する必要がないので、長期間に渡る信頼性と耐久性を考慮する必要がなく、低品質の材料で製作することができた。これは同時期にイギリスで製造されたアームストロング・シドレー ヴァイパーと同様である。
ADM-20で成功を収めたJ85は、その高い基本性能を認められ、のちに優良な品質の材料で製造される有人機用のエンジンとして設計を改められた。超音速を発揮できるT-38 タロン練習機および姉妹型のノースロップ F-5 フリーダム・ファイター/タイガーII戦闘機をはじめ、カナディア CL-41 チューター練習機、小型攻撃機のセスナ A-37 ドラゴンフライなどの小型のジェット航空機の動力として使用されており、これも前述のヴァイパーと同様である。
のちには、J85はスケールドコンポジッツの宇宙船スペースシップワンの輸送機であるホワイトナイトで使用され、米国のMe 262 ProjectのMe 262再生産機でも使用された。
上述の通り、当時としては推力重量比が極めて高いことが、本エンジンが広く普及した理由である。ジェットエンジンは小型であればあるほど推力重量比が高い傾向（二乗三乗の法則）にあるため、極めて小型にまとめられた本エンジンの高性能は、ある意味では当然のことでもあった。サイズは直径が約18インチ(46 cm)で、全長が45インチ(114 cm)である。2段のタービンで駆動される8段の軸流圧縮機を持ち、最大で2,950 lbf (13 kN)のドライ推力があり、アフターバーナの使用でより大きい推力を得られる。海面高度におけるアフターバーナを使用しない最大出力運転時、1時間当たりおよそ400 USガロン(1,520 L)の燃料を消費する。巡航高度および巡航出力においては、1時間当たりおよそ100 USガロン(380 L)の燃料を消費する。
いくつかの派生機種が作られており、後期型のJ85-21はベース機の8段圧縮機の前に1段追加して、9段の圧縮機とすることで、さらに推力を向上している。

## 派生機種
- J85-GE-1 - 推力 2,600 lbf (11.6 kN)
- J85-GE-3 - 推力 2,450 lbf (10.9 kN)
- J85-GE-4 - 推力 2,950 lbf (13.1 kN)
- J85-GE-5 - 推力 2,400 lbf (10.7 kN), アフターバーナーでの推力 3,600 lbf (16 kN)
- J85-GE-5A - アフターバーナーでの推力 3,850 lbf (17.1 kN)
- J85-GE-13 - 推力 4,080 lbf (18.1 kN), 推力 4,850 lbf (21.6 kN)
- J85-GE-15 - 推力 4,300 lbf (19 kN)
- J85-GE-17A - 推力 2,850 lbf (12.7 kN)
- J85-GE-21 - 推力 5,000 lbf (22 kN)

## 搭載航空機

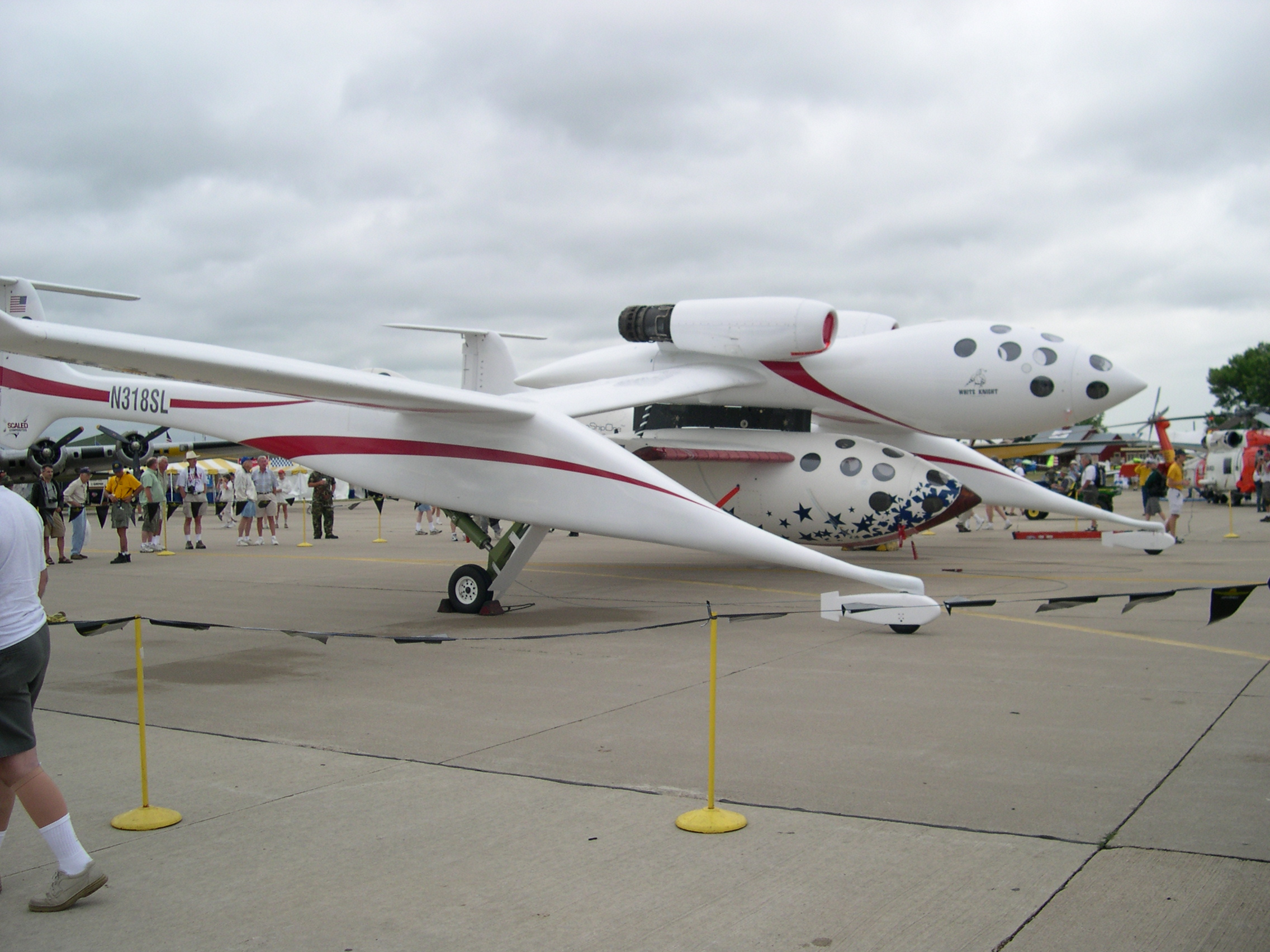
アフターバーナー付きのGE J85を2機装備したホワイトナイト

- フェアチャイルド C-119K - 補助エンジンとして使用。
- フェアチャイルド C-123K - 補助エンジンとして使用。
- ノースアメリカン OV-10B(Z) - 補助エンジンとして使用。
- カナディア CL-41
- セスナ A-37
- テムコ スーパーピント
- フィアット G.91Y
- ノースアメリカン T-2
- ノースロップ F-5
- ノースロップ T-38
- ロックウェル HiMAT
- サーブ 105
- スケールド･コンポジッツ ホワイトナイト
- JT-2 タザルベ - イラン空軍がF-5戦闘機用に調達した予備のJ85を流用したものとみられる。

### その他
- アメリカン・チャレンジ(en:American Challenge)の水上速度記録用のジェット推進ボードは、2機の J85-GE-21を使用。[1]
- メッサーシュミットMe262の再生産機"A-1c型"と"B-1c型"。サフィックスの"c"が、オリジナルのユンカース ユモ 004ジェットエンジンをCJ610（J85）に変更したことを示す。

## 仕様

### 概要
- 形式: 単軸軸流式ターボジェットエンジン (アフターバーナ付き、又は無し)
- 全長: 115 - 130 cm (装備した機器に依存)
- 直径: 45 cm
- 乾燥重量: 180 - 191 kg (装備した機器に依存)

### 構成
- 圧縮機: 8段 (J85-21では9段)
- 燃焼室: 環状
- タービン: 2段

### 性能
- 最大推力: 2,850 - 3,100 lbf （1,300 - 1,400 kgf）(12.67 - 13.78 kN) ドライ推力
- 燃料消費率: 0.96 - 0.97
- 推力重量比: 7.5 (-21), 7 (-15), 6.6 (-5), 6.8 (-13)